# Lenka Kunčíková
Lenka Kunčíková (nació el 29 de julio de 1995) es una jugadora de tenis checa.
Su mejor clasificación en la WTA fue la número 588 del mundo, que llegó el 10 de agosto de 2015. En dobles alcanzó número 97 del mundo, que llegó el 12 de septiembre de 2016. Hasta la fecha, ha ganado un individual y trece títulos de dobles en el ITF tour.
Kunčíková hizo su debut en la WTA en el torneo de Nürnberger Versicherungscup 2015 en el cuadro de dobles, asociada con Karolína Stuchlá.